# ريوهي يامازاكي
ريوهي يامازاكي، من مواليد 14 مايو 1989 في ميناميونوما في اليابان، لاعب كرة قدم ياباني.
وهو يلعب مع نادي جوبيلو إيواتا في الدوري الياباني (جي ليغ) منذ عام 2007.
و قد بدأ باللعب مع منتخب اليابان الوطني تحت-23 سنة لكرة القدم في عام 2010.

## روابط خارجية
- ريوهي يامازاكي على موقع رابطة كرة القدم اليابانية للمحترفين (اليابانية)
- ريوهي يامازاكي على موقع قاعدة بيانات كرة القدم.إي يو (الإنجليزية)
- ريوهي يامازاكي على موقع Soccerway.com (الإنجليزية)
- ريوهي يامازاكي على موقع عالم كرة القدم.نت (الإنجليزية)
- ريوهي يامازاكي على موقع كووورة
- ريوهي يامازاكي على موقع أوليمبيديا (الإنجليزية)